# Bataille du cap Palos (1617)
Pour les articles homonymes, voir Bataille du cap Palos.
Conflits algéro-hispaniques
La bataille du cap Palos est un affrontement naval entre les flottes espagnole et algérienne au large du cap Palos en 1617. La flotte espagnole se dirigeait vers Naples lorsqu’elle fut interceptée par la flotte algérienne. La bataille se solda par un désastre pour les Espagnols, qui subirent de lourdes pertes.

## Prélude
La ville de Carthagène constitue un centre stratégique majeur de la monarchie hispanique en raison de son rôle dans l’organisation du transport de recrues et de matériel à destination de l’Italie. En tant que point de départ privilégié des troupes espagnoles vers les possessions du sud de la péninsule italienne, la ville occupe une place essentielle dans le dispositif logistique impérial. En 1617, une expédition est organisée pour acheminer 1 857 recrues vers Naples, nécessitant la mobilisation d’un nombre conséquent de navires. La flotte ainsi constituée comprend notamment cinq bâtiments flamands, un français et un napolitain, complétés par d’autres navires affrétés auprès d’armateurs privés,,.

## Déroulement
Une fois le convoi constitué, la flotte quitte le port de Carthagène, malgré l’absence de vent. Le 4 août, l’escadre espagnole atteint le cap Palos où elle se heurte à un groupe de seize navires algériens commandés par Selimane Rais et Mustapha Rais. Les différentes versions connues de l’affrontement indiquent que le combat s’engage par une première attaque du navire amiral espagnol, à bord duquel se trouve le commandant de l’expédition, Lázaro de Eguiguren ; toutefois, les autres navires hésitent à se joindre à l’action. Une bataille acharnée s’ensuit, au cours de laquelle les Espagnols opposent une résistance vigoureuse, mais finissent par être submergés. Lázaro de Eguiguren parvient néanmoins à rallier les navires restants et à organiser une retraite en direction de Carthagène,,. Lors de cet affrontement, les Espagnols perdent deux navires, le Neptuno et El Perro del Agua, et déplorent la mort ou la capture de 715 hommes. De nombreux blessés succombent à leurs blessures après le retour, ce qui réduit le nombre de survivants à 700 environ.

## Conséquences
De retour à Carthagène, les responsabilités de la défaite donnent lieu à un échange généralisé de reproches et de dénégations : le commandant de l’expédition incrimine les officiers royaux pour la mauvaise préparation des navires ; ces derniers rejettent la faute sur le commandant ; tous accusent le corregidor de ne pas avoir apporté l’aide nécessaire ; mais ce sont surtout les capitaines qui concentrent les critiques. La défaite suscite une vive inquiétude quant à la poursuite des expéditions et à la défense du littoral. Dès la mi-avril 1618, la présence d’une importante flotte algérienne est signalée, ce qui conduit à la mise en alerte de la ville. Cet état de tension et de crainte se prolonge jusqu’en décembre de la même année.
La victoire algérienne au cap Palos contribue à accroître la renommée de Mustapha Rais. En septembre, Selimane Rais est nommé amiral de la flotte algérienne, atteignant ainsi le sommet de sa carrière. Toutefois, il est démis de ses fonctions dès le mois d’octobre suivant.

## Sources
- Alan G. Jamieson (2013), Lords of the Sea, A History of the Barbary Corsairs.
- José Javier Ruiz Ibáñez (1998), Between profit and defense : relations between the monarchy and the Cartaginian mercantile society: merchants and privateers in the 17th century (In Spanish).
- Klaas Heeringa (1917), The first Dutch envoy to the Exalted Porte (In Netherlands).